# 계란판

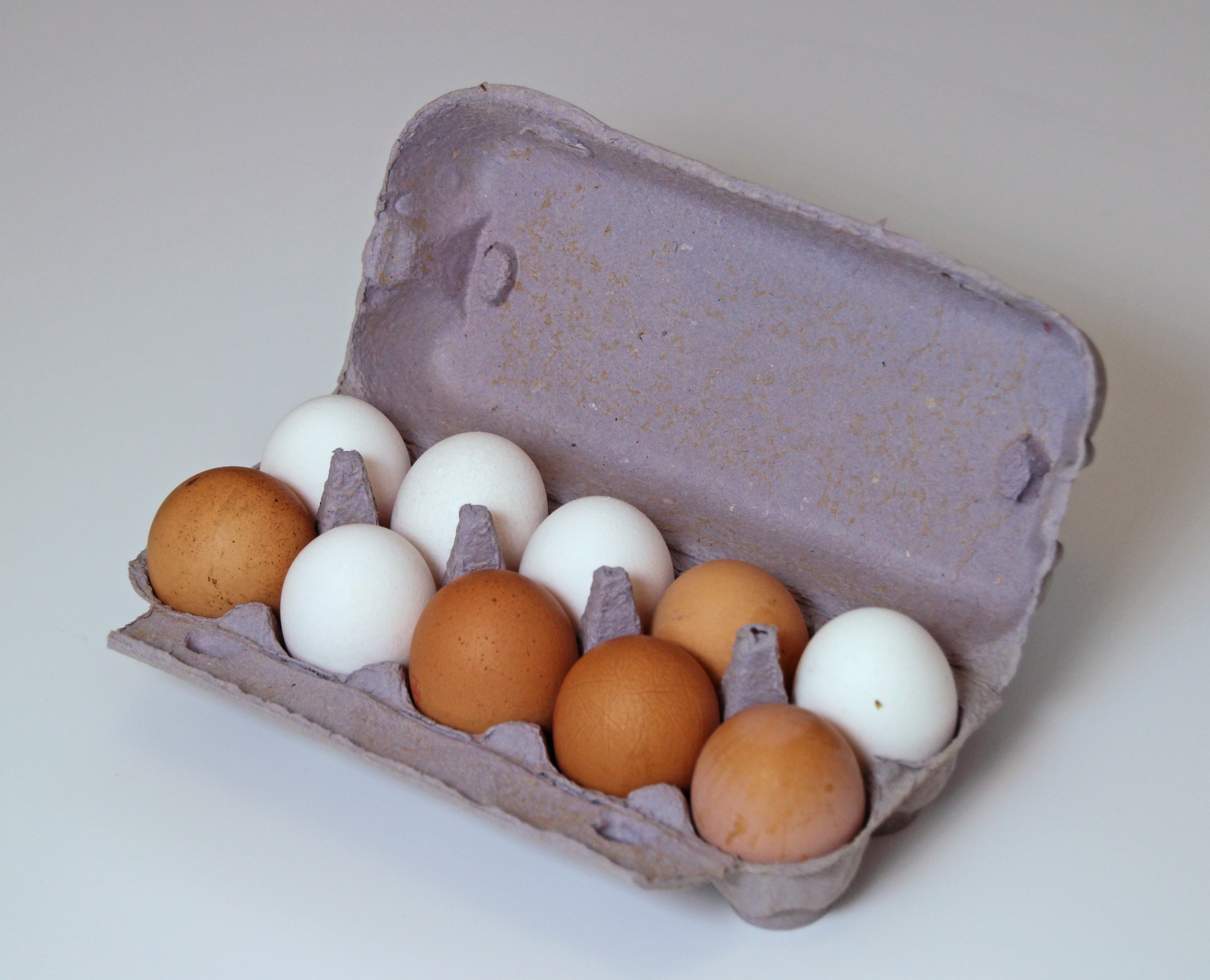
계란판

계란판(鷄卵板)은 계란을 담는 포장용기이다. 운반시에 깨지지 않도록 보호하는 역할을 한다. 재질은 주로 종이 또는 플라스틱(또는 페트)이다.
계란판은 30구와 10구짜리가 주종을 이룬다. '계란 한판'이라고 하면 30구를 떠올리는 것이 일반적이며, 나이 30세를 돌려서 이야기하는 표현이기도 하다.

## 같이 보기
- 종이갑
- 종이팩
- 종이